# Hestebetvingeren (film fra 1925)
Hestebetvingeren (originaltitel All Around Frying Pan) er en amerikansk stumfilm fra 1925 instrueret af David Kirkland.

## Medvirkende
- Fred Thomson som Bart Andrews
- James A. Marcus
- William Courtright som Austin
- John Lince som Jim Dawson
- Clara Horton som Jean Dawson
- Monte Collins som Mike Selby
- Elmo Lincoln som Foreman Slade
- Newton Barbar som Ruddy Logan